# Get Behind Me Satan
Get Behind Me Satan — п'ятий студійний альбом американського дуету The White Stripes, який вийшов 7 червня 2005 року.

## Про альбом
Диск став третім найкращим альбомом року за версією журналу Rolling Stone. Також диск удостоївся премії Греммі в категорії «Найкращий альтернативний альбом» в 2006 році. До лютого 2007 року в США було продано 850 000 копій альбому. Альбом посів третє місце в чарті Billboard 200.

## Список композицій
Автор музики і слів Джек Вайт. 
| #   | Назва                                                                          | Тривалість |
| --- | ------------------------------------------------------------------------------ | ---------- |
| 1.  | «Blue Orchid»                                                                  | 2:37       |
| 2.  | «The Nurse»                                                                    | 3:47       |
| 3.  | «My Doorbell»                                                                  | 4:01       |
| 4.  | «Forever for Her (Is Over for Me)»                                             | 3:15       |
| 5.  | «Little Ghost»                                                                 | 2:18       |
| 6.  | «The Denial Twist»                                                             | 2:35       |
| 7.  | «White Moon»                                                                   | 4:01       |
| 8.  | «Instinct Blues»                                                               | 4:16       |
| 9.  | «Passive Manipulation»                                                         | 0:35       |
| 10. | «Take, Take, Take»                                                             | 4:22       |
| 11. | «As Ugly as I Seem»                                                            | 4:10       |
| 12. | «Red Rain»                                                                     | 3:52       |
| 13. | «I'm Lonely (But I Ain't That Lonely Yet)»                                     | 4:19       |
| 14. | «Who's A Big Baby?» (Бонус-трек японського видання)                            | 3:21       |
| 15. | «Though I Hear You Calling, I Will Not Answer» (Бонус-трек японського видання) | 3:25       |

## Чарти

### Щотижневі чарти
| Чарт (2005)                                          | Найвища позиція |
| ---------------------------------------------------- | --------------- |
| Австралія Australian Albums (ARIA)                   | 3               |
| Австрія Austrian Albums (Ö3 Austria)                 | 12              |
| Бельгія Belgian Albums (Ultratop Flanders)           | 3               |
| Бельгія Belgian Albums (Ultratop Wallonia)           | 11              |
| Канада Canadian Albums (Billboard)                   | 3               |
| Данія Danish Albums (Hitlisten)                      | 12              |
| Нідерланди Dutch Albums (MegaCharts)                 | 13              |
| Фінляндія Finnish Albums (Suomen virallinen lista)   | 13              |
| Франція French Albums (SNEP)                         | 7               |
| Німеччина German Albums (Offizielle Top 100)         | 5               |
| Ірландія Irish Albums (IRMA)                         | 3               |
| Італія Italian Albums (FIMI)                         | 15              |
| Нова Зеландія New Zealand Albums (Recorded Music NZ) | 3               |
| Норвегія Norwegian Albums (VG-lista)                 | 3               |
| Іспанія Spanish Albums (PROMUSICAE)                  | 36              |
| Швеція Swedish Albums (Sverigetopplistan)            | 8               |
| Швейцарія Swiss Albums (Schweizer Hitparade)         | 8               |
| UK Albums (OCC)                                      | 3               |
| США Billboard 200                                    | 3               |

### Чарти на кінець року
| Чарт (2005)                        | Позиція |
| ---------------------------------- | ------- |
| Australian Albums (ARIA)           | 72      |
| Belgian Albums (Ultratop Flanders) | 34      |
| French Albums (SNEP)               | 157     |
| UK Albums (OCC)                    | 57      |
| US Billboard 200                   | 110     |

## Сертифікації
| Регіон                                                                                          | Сертифікація | Продажі  |
| ----------------------------------------------------------------------------------------------- | ------------ | -------- |
| Австралія (ARIA)                                                                                | Платиновий   | 70 000^  |
| Бельгія (BEA)                                                                                   | Золотий      | 25 000*  |
| Канада (Music Canada)                                                                           | Платиновий   | 100 000^ |
| Нова Зеландія (RIANZ)                                                                           | Платиновий   | 15 000^  |
| Польща                                                                                          | —            | 20,000   |
| Велика Британія (BPI)                                                                           | Платиновий   | 300 000^ |
| США (RIAA)                                                                                      | Золотий      | 920,000  |
| *продажі, що базуються лише на сертифікаціях ^відвантаження, що базуються лише на сертифікаціях |              |          |